# Hippodrome Theatre
L'Hippodrome Theatre,,,,, aussi appelé New York Hippodrome, était un théâtre situé sur la Sixième Avenue entre les 43e et 44e Rues ouest dans le quartier des théâtres de Midtown Manhattan à New York. Ouvert de 1905 à 1939, il a été qualifié de plus grand théâtre du monde par ses constructeurs, avec une capacité de 5 300 places et une scène de 30 mètres sur 61. Il était pourvu d'une technologie de pointe pour l'époque, notamment d'un réservoir d'eau en verre mobile.
L'Hippodrome a été construit par Frederic Thompson et Elmer "Skip" Dundy (en), créateurs du parc d'attractions Luna Park à Coney Island, avec le soutien de la US Realty d'Harry S. Black (en), une société immobilière majeure de l'époque et racheté par la Shubert Organization en 1909. En 1933, il est rouvert sous le nom de New York Hippodrome cinema et est utilisé comme scène du Jumbo (en) de Billy Rose en 1935.
Les spectacles de l'Hippodrome comprenaient du cirque, des revues musicales, la disparition de l'éléphant de Harry Houdini, du vaudeville, des films muets tels que Neptune's Daughter (1914) et Better Times (1922) et des projections de cinéma dans les années 1930.
Le théâtre ferme ses portes en août 1939 et est remplacé par une tour de bureaux moderne, l'Hippodrome Center (1120 Avenue of the Americas), ouverte en 1952.

## Construction

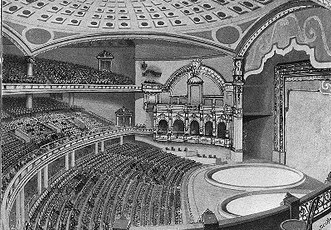
L'intérieur de l'Hippodrome

La construction de l'hippodrome commence en juin 1904, avec Frederick Thompson et Jay Morgan (en) comme architectes et la Fuller Company (en) comme entrepreneur général. Les finitions sont encore en cours quelques jours avant l'ouverture du 12 avril 1905. Avec une capacité de 5 300 places, soit près du double des 3 000 places du Metropolitan Opera, ce bâtiment hors-normes est encore considéré comme l'une des merveilles de l'architecture théâtrale. Sa scène était 12 fois plus grande que n'importe quelle maison « légitime » de Broadway et pouvait accueillir jusqu'à 1 000 artistes à la fois, ou un cirque grandeur nature avec des éléphants et des chevaux – qui pouvaient être logés dans des stalles intégrées sous la scène. Il y avait également un réservoir d'eau en verre transparent de 4,2 m de haut et 18 m de diamètre, pouvant contenir plus de 30 000 litres d'eau. Le réservoir pouvait être levé depuis le dessous de la scène avec des vérins hydrauliques pour les spectacles nautiques.
L'extérieur du bâtiment en briques rouges et terre cuite était de style mauresque, avec deux tours d'angle, chacune surmontée d'un globe recouvert de lampes électriques.

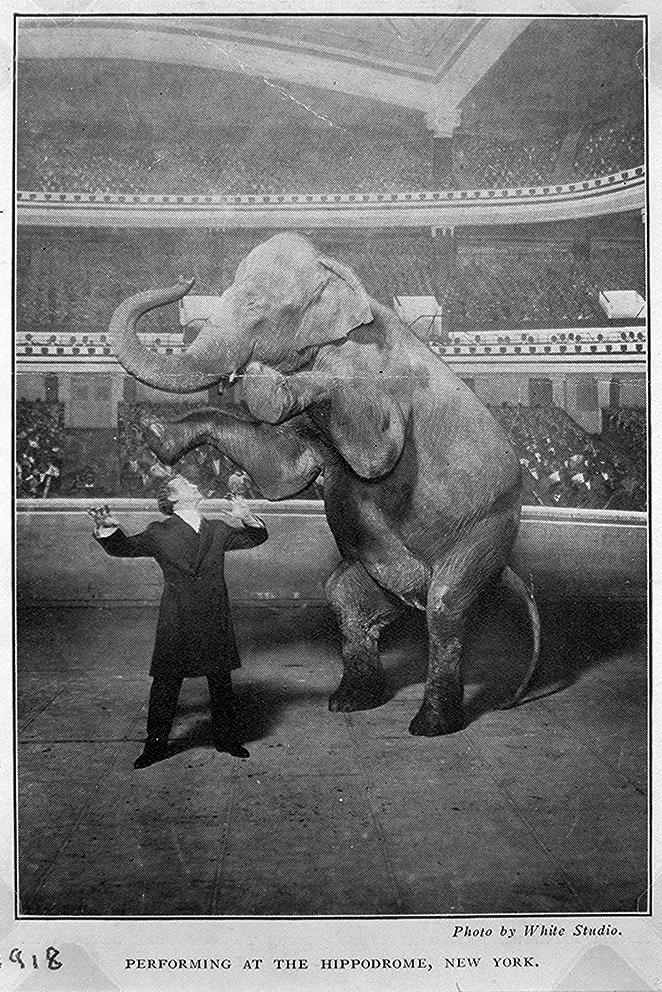
Harry Houdini et Jennie l'éléphant en spectacle à l'Hippodrome.

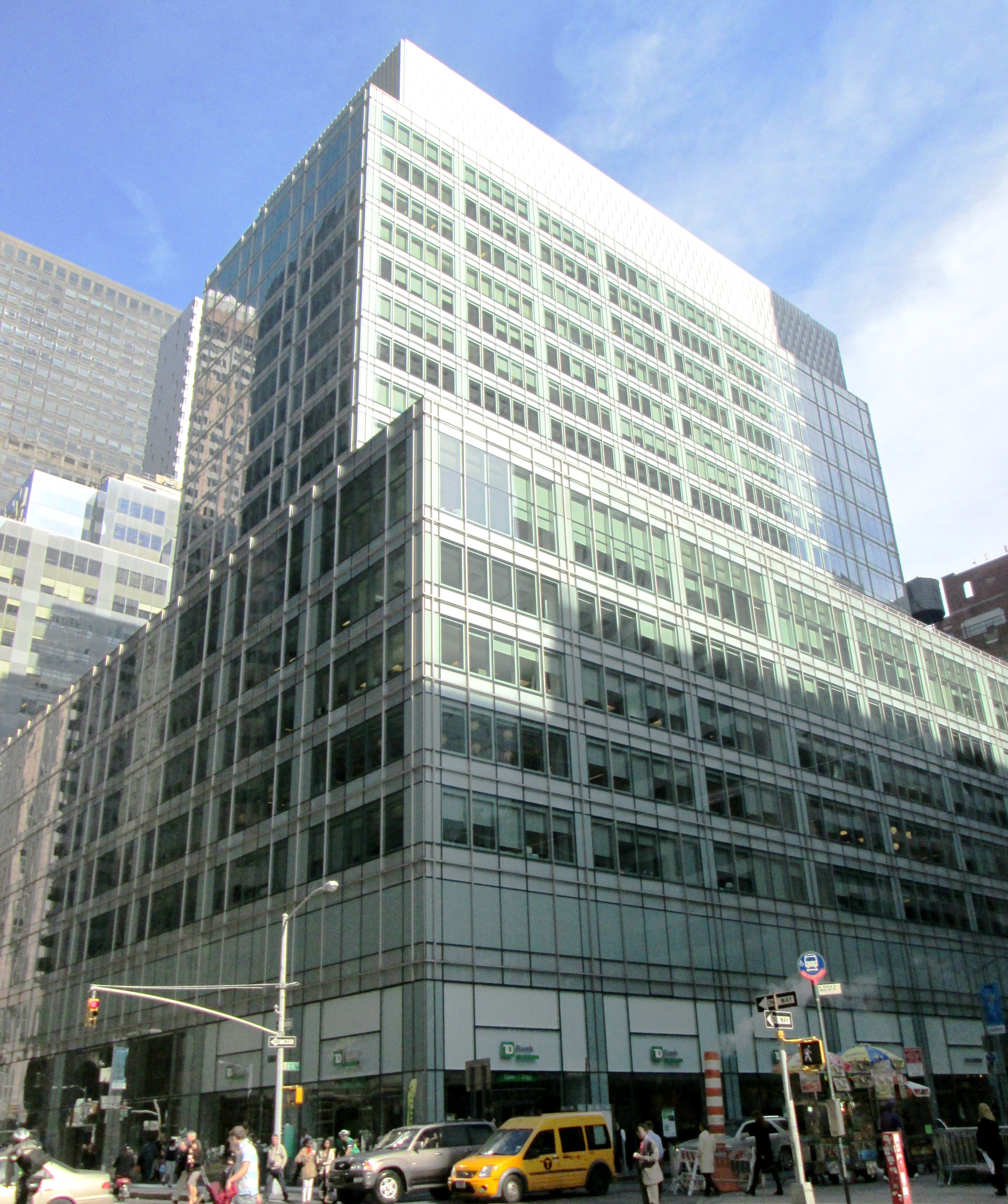
L'Hippodrome Building, construit en 1951-1952, au 1120 Avenue of the Americas (Sixième Avenue), conçu par Kahn & Jacobs.

## Ouverture
Le gala d'ouverture du 12 avril 1905 est complet, les places étant vendues à seulement 25 cents dans le « Family Circle » du théâtre, tandis que d'autres partent aux enchères pour jusqu'à 575 $. Le spectacle est une extravagance de quatre heures, dont le premier acte est A Yankee Circus on Mars, qui met en vedette des vaisseaux spatiaux, des chevaux, des éléphants, des acrobates, des clowns – dont le célèbre clown espagnol Marceline – un babouin nommé Coco, un orchestre de 60 musiciens, des centaines de chanteurs et 150 danseurs se produisant sur le Danse des heures de Ponchielli. Le deuxième acte est Andersonville, sur la célèbre prison militaire confédérée où de nombreux soldats de l'Union furent internés. Le spectacle dépeint le raid de l'Union sur le camp, avec des coups de feu, des explosions et des troupes de cavalerie nageant à travers l'immense réservoir d'eau simulant un lac.

## Les années de gloire
Sous la direction de Charles Dillingham (en), l'Hippodrome est le théâtre le plus grand et le plus prospère de New York. On y organise des spectacles somptueux avec des animaux de cirque, des chevaux plongeurs, des décors majestueux et des chœurs de 500 voix. Jusqu'à la fin de la Première Guerre mondiale, l'Hippodrome accueille toutes sortes de spectacles puis se tourne vers des extravagances musicales, dont Good Times qui dura 456 représentations de 1920 à 1921, et Better Times, présenté à 405 reprises en 1922-1923. Lorsque Dillingham quitte son poste en 1923, l'Hippodrome est loué à Keith-Albee qui embauche l'architecte Thomas W. Lamb pour le transformer en théâtre de  vaudeville avec une scène plus petite. Les artistes de vaudeville les plus populaires de l'époque, dont l'illusionniste Harry Houdini, s'y produisent à son apogée. D'autres magiciens que Houdini pouvaient faire disparaître des lapins, mais en 1918, sur la scène bien éclairée de l'Hippodrome, Houdini fait disparaître un éléphant de 5 tonnes, un numéro de magie qui restera un événement majeur de l'histoire de la prestidigitation.
Les énormes coûts de fonctionnement de l'Hippodrome en font cependant un échec financier permanent, et c'est en vain qu'une série de producteurs tentent de le rendre rentable. Il présente des vaudevilles en 1923 avant d'être loué pour des représentations d'opéra à petit budget, puis de devenir finalement une arène sportive.

## Déclin
En 1922, les éléphants qui ornaient la scène de l'Hippodrome depuis son ouverture déménagent au Royal Theater du Bronx. À leur arrivée, se souvient le machiniste Miller Renard, ils furent accueillis avec une fanfare extraordinaire :
Le lendemain, le président de l'arrondissement offre un dîner sur la pelouse de la Chambre de commerce sur Tremont Avenue, avec des menus spéciaux pour les éléphants. C'était un spectacle de voir tous ces éléphants gravir ces marches jusqu'à la table où chacun  avait sa botte de foin. Puis le président de l'arrondissement accueille les éléphants dans le Bronx, l'endroit est tout simplement rempli de monde.
En 1925, le cinéma s'ajoute au vaudeville, mais en quelques années, la concurrence des Movie palaces plus récents et plus somptueux dans l'aire Broadway - Times Square force Keith-Albee-Orpheum, qui a fusionné avec RKO en mai 1928, à vendre le bâtiment. Plusieurs tentatives d'utilisation de l'Hippodrome pour des pièces de théâtre et des opéras se succèdent mais échouent, et il tombe à l'abandon jusqu'en 1935, lorsque le producteur Billy Rose le loué pour sa spectaculaire comédie musicale de cirque Jumbo, qui reçoit des critiques favorables mais ne dure que cinq mois en raison de la Grande Dépression.
Le site est diversement utilisé, sans succès, puis est démoli en 1939 alors que la valeur de l'immobilier sur la Sixième Avenue commence à augmenter. Il ferme le 16 août 1939 et est détruit dans la foulée. La Seconde Guerre mondiale retarde le réaménagement du site qui reste vacant pendant plus d'une décennie.

## Héritage
L'immeuble de bureaux et le parking construits sur le site en 1951-1952, propriété d' Edison Properties, utilisent le nom de « The Hippodrome Center ». Dans les années 1960, le bâtiment moderne est le siège social de la société Charter Communications.

## Spectacles (liste non exhaustive)
- A Yankee Circus on Mars (1905)
- A Society Circus (1905)
- Neptune's Daughter (1906)
- The Auto Race (1907)
- Sporting Days (1908)
- A Trip to Japan (1909)
- The International Cup, the Ballet of Niagra, and the Earthquake (1910)
- Around the World (1912)
- Under Many Flags (1912)
- America (1913)
- Wars of the World (1915)
- Hip! Hip! Hooray! (1915)
- The Big Show (1916)
- Cheer Up (1917)
- Everything (1918)
- Happy Days (1919)
- Good Times (en) (1920)
- Get Together (1921)
- Better Times (1922)
- Jumbo (en) (1935)

## Dans la culture populaire
- En 1915, John Philip Sousa compose une marche intitulée « The New York Hippodrome » commémorant la performance de son groupe dans ce lieu[12].
- En 1944, dans la comédie musicale On the Town de Leonard Bernstein, Chip n'est pas au courant de sa démolition dans le numéro "Come Up to My Place".
- Le film de 1952 Million Dollar Mermaid comporte des scènes se déroulant dans l'Hippodrome[13] avec Esther Williams jouant Annette Kellerman dans des ballets aquatiques, Maria Tallchief dans le rôle d'Anna Pavlova et Rod Rogers dans le rôle de Marceline.